# Annette Muller
Pour les articles homonymes, voir Müller.
Annette Bessmann, née Anna Muller le 15 mars 1933 à Paris 12e et morte le 9 août 2021 au Blanc-Mesnil,, de famille juive, est une rescapée de la rafle du Vélodrome d'Hiver. Son autobiographie La petite fille du Vel' d'Hiv, publiée en 1991, est l’un des rares témoignages directs de la rafle et du destin des prisonniers.

## Biographie

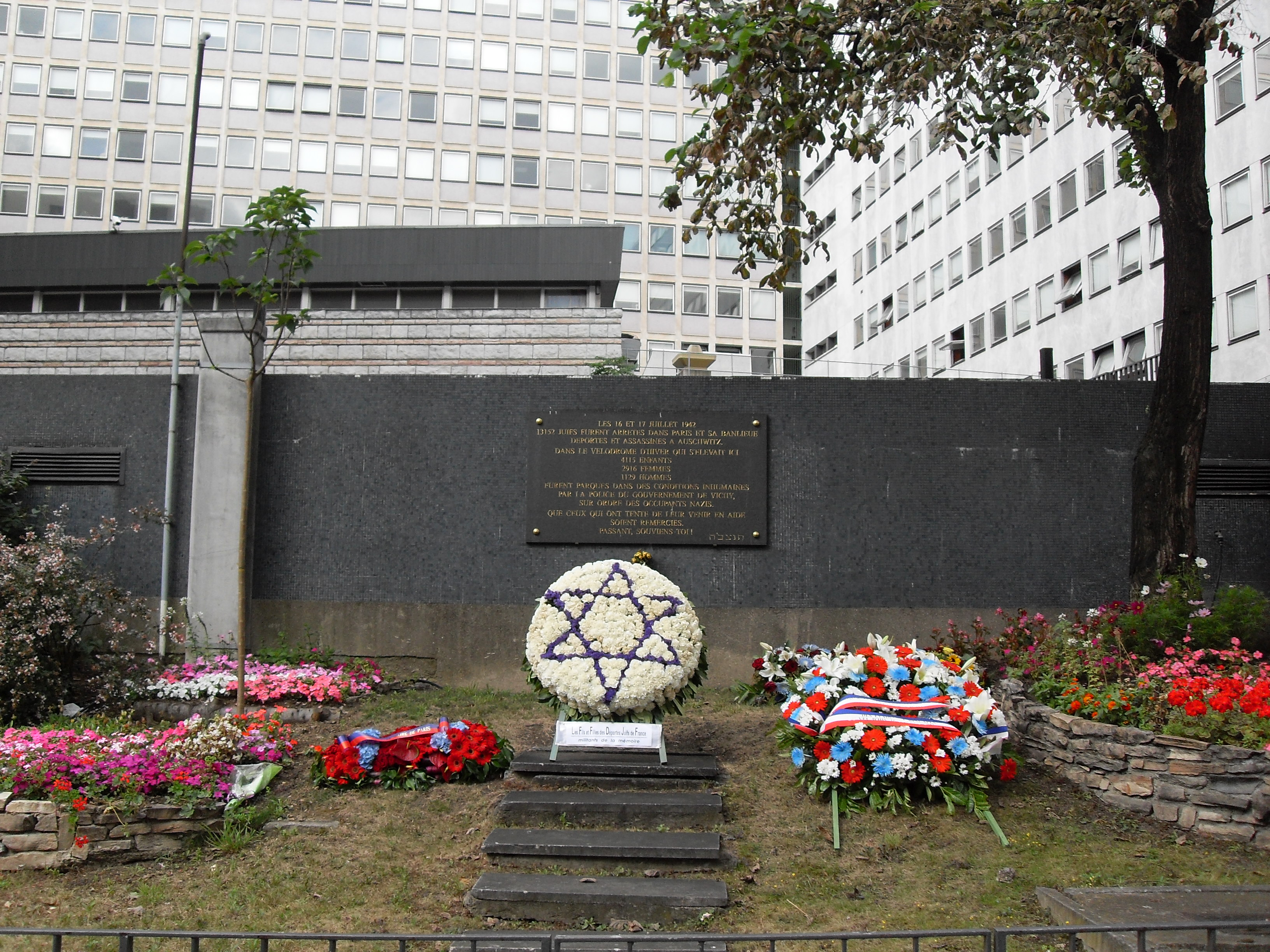
Rafle du Vel d'Hiv plaque en face de la station de métro Bir-Hakeim.

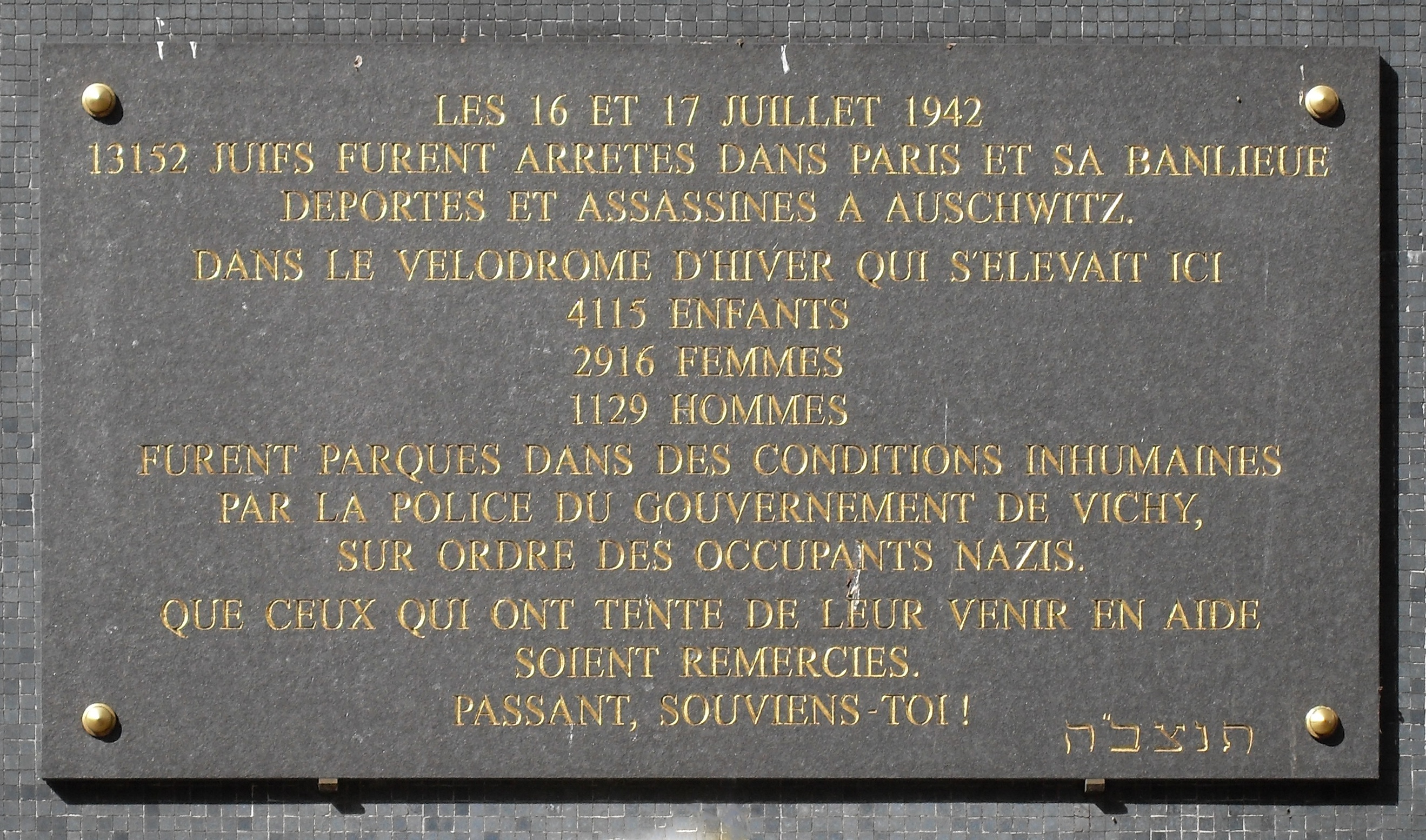
Plaque.

### Enfance
Annette Muller naît le 15 mars 1933 à Paris, de parents,,,,,,,,,, Polonais (de Tarnów), émigrés en France en 1929 pour échapper aux persécutions anti-juives et à la pauvreté. Sa mère Rachel Muller (née Weiser) est née le 16 octobre 1908 à Wojnicz en Pologne. Elle vient d'une famille pauvre et orthodoxe. Son père Manek (1909-2002), militant communiste, est tailleur.
Le couple de jeunes mariés s’installe à Paris, dans la petite maison au 3, rue de l’Avenir dans le 20e arrondissement de Paris, où naissent leurs quatre enfants : Henri, Jean, Annette et Michel.
Manek était en contact avec les membres de la CGT-MOI- Main d’œuvre immigrée.

### La rafle de 1942
Avec les persécutions anti-juives en France, pour Manek Muller arrive le chômage. Les jours avant la rafle, il est hors de la maison, proche à se rendre dans le camp de travail pour immigrants juifs à Creil (Oise) ; étant prévenu, il réussit à s'enfuir et à se cacher,.
Au début de la rafle, les fils plus âgés (Henri et Jean, de 10 et 11 ans) s'enfuient, aidés par leur père, ils sont cachés dans l’orphelinat catholique de Neuilly-sur-Seine par sœur Clotilde Régereau, des Sœurs de Saint Vincent de Paul,,.
Annette, sa mère et Michel (âgé de 7 ans), sont arrêtés, menés dans le camp temporaire du Vélodrome d'Hiver, puis déportés après six jours dans le camp d'internement de Beaune-la-Rolande. Dans ce camp, tous les enfants sont rapidement séparés de leurs parents et abandonnés à eux-mêmes, sans soins et soumis aux abus des gardes du camp,.

### La fuite et le témoignage
Rachel Muller réussit à corrompre une garde et à envoyer une lettre à son mari, comme tous les adultes, elle est envoyée à Auschwitz. Elle est déportée par le convoi no 16, en date du 7 août 1942 de Pithiviers vers Auschwitz où elle est assassinée la même année, elle a 33 ans.
Annette et Michel sont menés au camp de Drancy.
En novembre 1942 le père d’Annette est aidé par un membre polonais de l’Union générale des israélites de France et réussit à faire passer ses deux fils prisonniers pour des ouvriers fourreurs, requis par les Allemands sur le Front de l'Est ; ensuite, ils sont menés à l’ancien asile de rue Lamarck, puis à l’orphelinat catholique de Neuilly-sur-Seine de sœur Clotilde Régereau et, enfin, à la maison d’enfants du Mans (orphelinat pour les Juifs) jusqu’en 1947.
Après la Libération, Annette Muller épouse Daniel Bessmann qui fut résistant dans les Basses-Alpes. Elle exerce différents métiers, puis elle devient attachée territoriale et travaille à la formation du personnel communal du Blanc Mesnil.
En 1991 Annette Muller publie son autobiographie, : La petite fille du Vel d'Hiv : du camp d'internement de Beaune-la-Rolande (1942) à la maison d'enfants du Mans (1947), Éditions Denoël.
Ce récit est composé de trois parties principales : son enfance, la guerre (1939-1942) et la rafle du Vélodrome d'hiver.

« Soudain j'ai entendu des coups terribles contre la porte. On s'est dressées le cœur battant. Deux hommes sont entrés dans la chambre, grands, avec des imperméables beiges. « Dépêchez-vous, habillez-vous, ont-ils ordonné. On vous emmène. » Brusquement, j'ai vu ma mère se jeter à genoux, se traînant, enserrant les jambes des hommes beiges, sanglotant, suppliant : « Emmenez-moi, mais je vous en prie, ne prenez pas mes enfants. » Eux la repoussaient du pied. »

— Annette Muller, La petite fille du Vel' d'Hiv, 1991

### Motivations et messages
Annette Muller veut « juste qu’on parle des enfants  car on n’en parlait jamais ». 
Dans les années 1970, rien dans l’espace public, aucune plaque, aucune liste de noms ne rappelait leur histoire. On ne parlait pas non plus des camps d’internements. 
Elle raconte des colères comme lors d’un débat où personne ne veut l’écouter, ou quand elle veut obtenir une carte d’interné, et qu'on lui a demandé si elle en avait les preuves ou encore quand elle entendait « Les enfants n’ont pas de mémoire … » ou bien « Les enfants ne souffrent pas … ». Puisque personne ne l’écoutait, elle s’est dit, si je l’écrivais … 
Elle rédige ce livre en très peu de temps, durant l’année 1976. Annette Muller envoie donc son histoire à plusieurs éditeurs mais tous, lui apportent une réponse négative. C’est en 1991, que son récit apparaît au grand public. Elle voulait que « la terre entière sache ce qui lui est arrivé ».

## Publication
- Annette Muller, La petite fille du Vel' d'Hiv, Éditions Denoël, Paris, 1991 ; nouvelle édition par Annette et Manek Muller; Éditions Cercil, Orléans, 2009, préf. de Serge Klarsfeld, prix Lutèce du Témoignage

### Filmographie
- Maurice Frydland, Les Enfants du Vel d'Hiv (1992) (scénario par Michel Muller)[26]
- Samuel Muller (neveu d'Annette Muller), Un voyage pas comme les autres (2011)[27]
- Roselyne Bosch, La Rafle (2010)